# Júdás
Pour les articles homonymes, voir Judas (homonymie).
Pour plus de détails, voir Fiche technique et Distribution.
Júdás est un film hongrois réalisé par Michael Curtiz en 1918.